# Kvitka Cisyk
Kvitka  Cisyk (en ukrainien : Квітослава-Орися Цісик, Kvitka Tsissyk en transcription française), est une soprano américaine d'origine ukrainienne, née le 4 avril 1953 et morte le 29 mars 1998. Formée à l'opéra classique, Kvitka Cisyk se distingua dans quatre genre musicaux différents : la musique populaire, l'opéra classique, la musique folklorique ukrainienne et les jingles commerciaux pour la publicité télévisuelle et radiophonique. Elle enregistra You Light Up My Life pour le film éponyme (qui remporta un Oscar et un Golden Globe en 1978), chanta les jingles Have you driven a Ford lately? et You deserve a break today!, et réalisa deux albums de chansons folkloriques ukrainiennes qui connurent le succès.

## Jeunesse
Kvitka  Cisyk est la fille de deux immigrants ukrainiens venu de Galicie orientale. Son prénom, Kvitka, signifie « fleur » en ukrainien. Son père, Volodymyr Tsisyk, un violoniste de concert et professeur ukrainien de renom, apprit le violon à sa fille alors qu'elle avait cinq ans, la formant à une carrière de musicien classique. 

## Musique ukrainienne
En tant que fille d'immigrants ukrainiens, Kvitka Cisyk a été élevée avec la musique ukrainienne, et elle est bien connue dans le monde ukrainophone grâce aux deux albums de chansons ukrainiennes qu'elle a enregistrés. Selon elle, elle a enregistré ces albums parce que ses collègues lui disaient souvent de « leur montrer quelque chose d'ukrainien, mais qu'il n'y avait pas d'enregistrement qui mérite d'être montré ». 
En 1980, elle enregistra son premier album, Kvitka, Songs of Ukraine qui remporta les plus hautes récompenses lors des Ukrainian Music Awards de 1988. 
Son second album, Kvitka, Two Colors, publié en 1989, fut dédié à « l'esprit de l'âme ukrainienne, dont les ailes ne pourront jamais être brisées ». Aujourd'hui, des chansons de ces deux albums continuent à être entendues à la radio en Ukraine. 
L'un et l'autre de ces albums ont été nommés pour un Grammy Award du meilleur album de folk contemporain. 
Songs of Ukraine et Two Colors sont tous deux des projets familiaux. Le second mari de Kvitka Cisyk, Ed Rakowicz, un ingénieur du son, produisit Two Colors ; son premier mari, Jack Cortner, fit les arrangements et dirigea les deux albums. La sœur de Kvitka, Maria Cisyk, pianiste de concert et professeur de musique, interpréta les parties pour piano solo de l'enregistrement ; enfin, sa mère, Iwanna, s'assura que sa prononciation de l'ukrainien était impeccable.

## Hommages
En 2011 a été créé le Concours international de romance ukrainienne Kvitky Tsyssyk.